# Rhadinus mesasiaticus
Rhadinus mesasiaticus är en tvåvingeart som beskrevs av Pavel Lehr 1958. Rhadinus mesasiaticus ingår i släktet Rhadinus och familjen rovflugor. Inga underarter finns listade i Catalogue of Life.